# Deva (Hunedoara, Rumunjska)
Deva (mađarski: Déva, njemački:Diemrich, Schlossberg, Denburg) je grad u županiji Hunedoara u Rumunjskoj.

## Zemljopis
Grad se nalazi u središnjoj Rumunjskoj u povijesnoj pokrajini Translivaniji. Grad se smjestio u donjem toku rijeke Mureš.

## Stanovništvo
Grad je 2008. godine imao 67.508 stanovnika, dok je prosječna gustoća naseljenosti 151 stan./km². 2002. godine u gradu prema etničkoj pripadnosti živi najviše Rumunja 89,2%, Mađara ima 8,6%, a Roma 1,2%.

## Povijest
Postoje dvije verzije postanka naziva grada Deva, koje u neku ruku predstavljaju i dva viđenja podrijetla same Rumunjske - dačansko i rimsko.
Prema prvoj (romanskoj) verziji grad (odnosno tvrđava) su dobili naziv po prethodnom središtu II. legije Augusta koja je prije promjene u kastrum u današnjoj Devi bila smještena u kastrumu Deva u Britaniji oko koga se razvio današnji Chester.
Prema drugoj (dačanskoj) verziji grad (odnosno tvrđava) su dobili naziv po dačanskoj riječi „dava” koja je značila tvrđava (npr. Piroboridava, Zargidava) pošto se prije rimskog kastruma na prostoru grada nalazila dačka tvrđava Singidava.

## Gradovi prijatelji
- Arras, Francuska
- Cherbourg-Octeville, Francuska
- Szigetvar, Mađarska
- Yancheng, Kina

## Vanjske poveznice
- Službena stranica grada  Arhivirana inačica izvorne stranice od 10. rujna 2017. (Wayback Machine)

### Ostali projekti
|  | Zajednički poslužitelj ima još gradiva o temi Deva (Hunedoara, Rumunjska) |